# Andrea Thompson
Rebecca Andrea Thompson, née le 22 mai 1959, est une actrice américaine connue pour ses rôles dans les séries télévisées Falcon Crest, Babylon 5, JAG, 24 heures chrono et New York Police Blues.